# Банне (Республіка Алтай)
Банне (рос. Банное) — село Усть-Коксинського району, Республіка Алтай Росії. Входить до складу Карагойського сільського поселення.
Населення — 331 особа (2015 рік).